# Édouard Lalo
Pour les articles homonymes, voir Lalo.
Œuvres principales
- Symphonie espagnole
- Concerto pour violoncelle
- Concerto pour violon
- Symphonie en sol mineur
- Le Roi d'Ys

Édouard Victor Antoine Lalo, né le 27 janvier 1823 à Lille et mort le 22 avril 1892 à Paris 17e, est un compositeur français.

## Biographie
Fils d'un ancien capitaine d'infanterie légère, chevalier de la Légion d'Honneur, Édouard Lalo naît à Lille le 27 janvier 1823,. En 1833, il entre au conservatoire de Lille où il apprend le violon (peut-être aussi le violoncelle), sous la direction des professeurs Müller et Baumann.
C'est à Paris, en 1839, qu'il poursuit ses études musicales, contre la volonté de son père. Ses professeurs de violon sont alors Pierre Baillot puis François-Antoine Habeneck. En 1843, le pianiste Julius Schulhoff l'initie à la composition. Il se perfectionne au contact de Joseph-Eugène Crèvecœur (deuxième grand prix de Rome). Ses premières compositions connues, des chants accompagnés au piano, datent de 1848, année durant laquelle il soumet deux partitions à Hector Berlioz. Il se lie d’amitié avec le violoniste Jules Armingaud (1820-1900) — son seul confident — et avec le violoniste et compositeur Pablo de Sarasate. Au nombre de ses amis on compte également les peintres Maurice Courant et Auguste Delacroix.
Lalo n'entra jamais au Conservatoire de Paris, ni comme élève, ni comme professeur. Il y participe seulement à deux jurys de concours en 1876. Bien qu'admirant l'orchestre wagnérien, Lalo s’astreint à suivre sa propre personnalité. Il bénéficie à plusieurs reprises de l'appui de Charles Gounod qui appréciait ses musiques. Il fut l'alto, puis le second violon du Quatuor Armengaud à partir de la fondation de celui-ci en 1856.

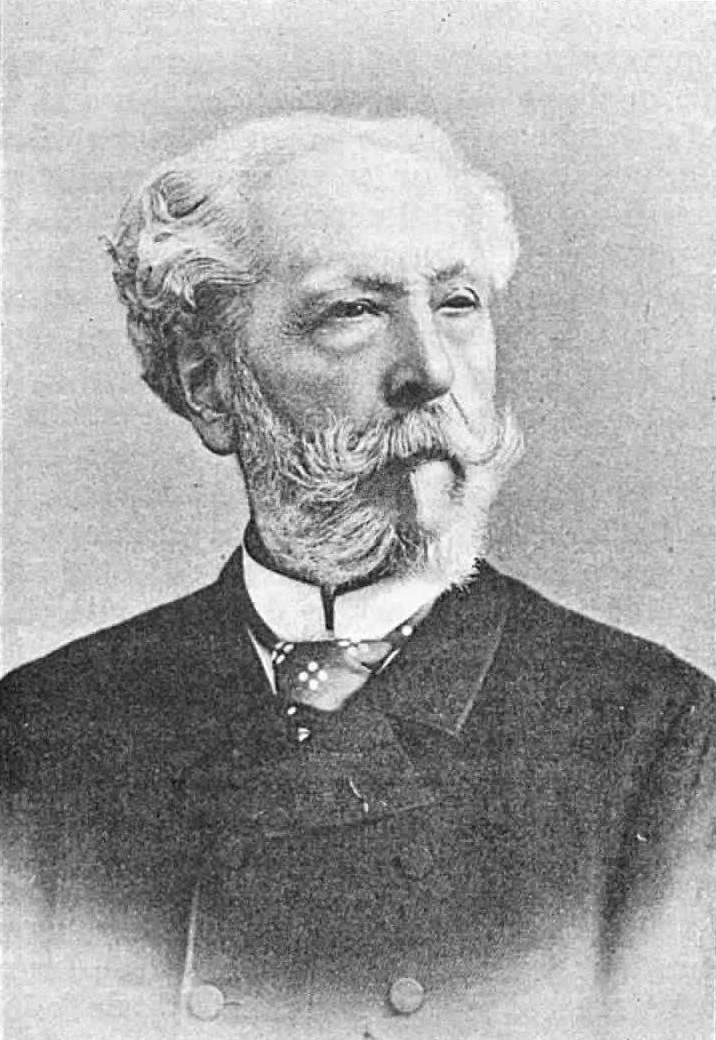
Édouard Lalo photographié par Léon Joliot.

Jusqu'en 1865, Édouard Lalo vit pauvrement, notamment à Puteaux, avec sa première épouse. Veuf en 1864, il épouse la mezzo-soprano Julie-Marie-Victoire Bernier de Maligny (1843-1911) et vit plus confortablement à Paris, notamment boulevard Malesherbes. Il fait salon de musique chez lui chaque vendredi soir et fréquente les autres salons musicaux privés de la capitale.
Lalo est d'un caractère réservé et répugne à parler de lui. Beaucoup des correspondances écrites et reçues ont été détruites. Il compose avec ardeur des mélodies et des symphonies instrumentales, plus appréciées à l'étranger qu'en France.
Hormis deux symphonies — probablement détruites par le compositeur — ses premières compositions sont destinées à un petit effectif vocal ou instrumental, avec notamment six Romances populaires (1849), six Mélodies sur des poèmes de Victor Hugo (1856), deux Trios avec piano (vers 1850 et 1852) aussi que différentes pièces pour violon et piano.
En 1856, il participe, comme altiste, à la création du Quatuor Armengaud, dont l’ambition était de promouvoir les œuvres des maîtres allemands. Quatre ans plus tard, il compose son propre Quatuor à cordes. En 1866, Lalo termine Fiesque, son premier opéra. Il ne fut jamais porté à la scène (avant 2006), mais alimenta d’autres œuvres, comme le Divertissement pour orchestre (1872) ou la Symphonie en sol mineur (1886).

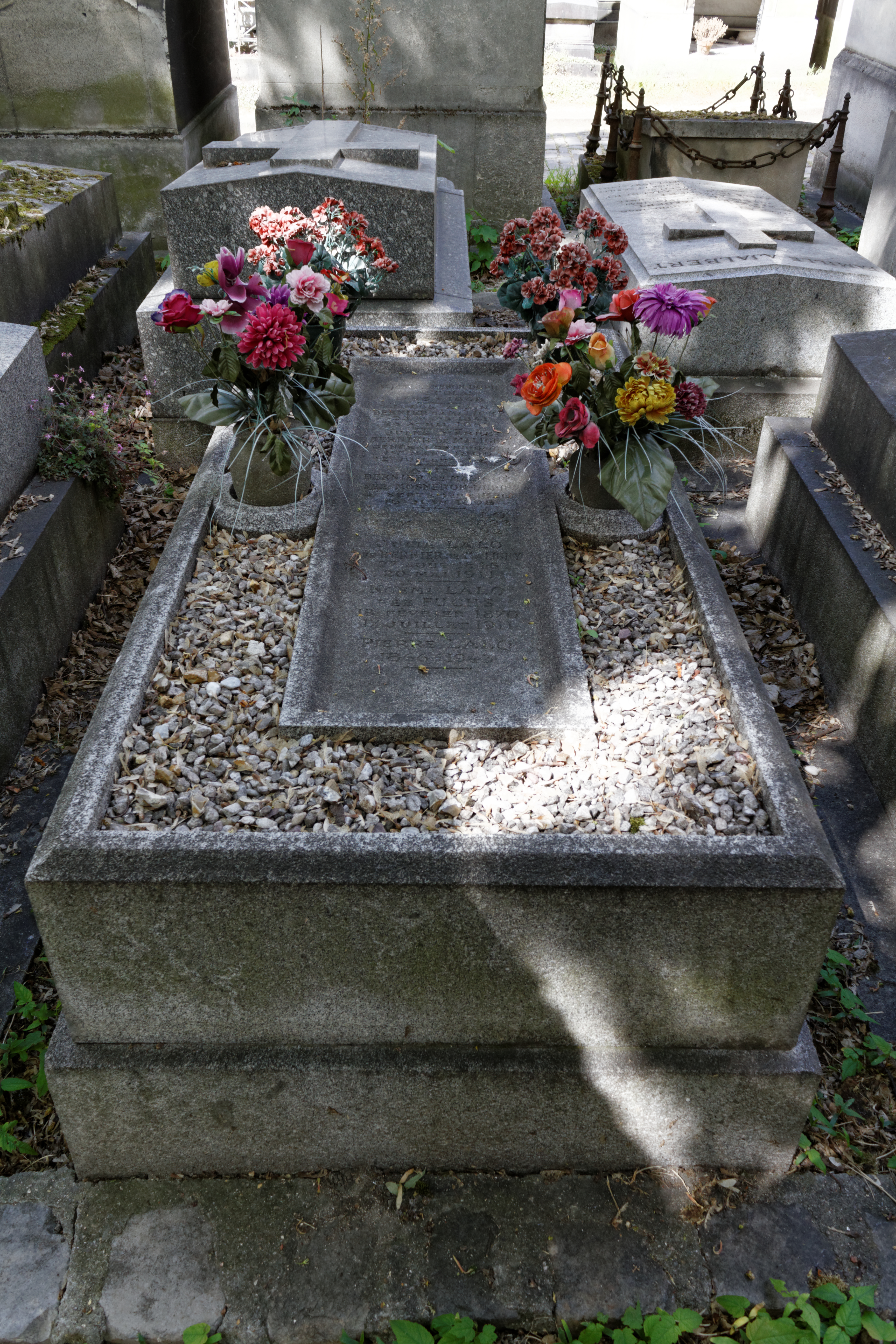
Tombe d'Édouard Lalo au cimetière du Père-Lachaise.

Les années 1870 sont particulièrement fécondes : outre le Concerto pour violon (1873) et le Concerto pour violoncelle (1877), Lalo écrit ses deux plus célèbres opus, la Symphonie espagnole (1874) et l'opéra Le Roi d'Ys (1875-1881). Il acquiert sa notoriété grâce à la Symphonie espagnole (concerto pour violon en cinq mouvements). L’œuvre est créée par le violoniste Pablo de Sarasate en 1875. L'opéra Le Roi d'Ys, crée en 1888, est un triomphe.
Le 1er janvier 1889, Édouard Lalo est promu officier de la Légion d'honneur.
Le 28 mars 1891, il donne, à l'Hippodrome au pont de l'Alma, Néron : pantomime en trois actes avec chœurs sur un texte de Paul Milliet.
Parmi ses compositions d'envergure, le ballet Namouna (1882) fut commandé par l’Opéra de Paris et chorégraphié par Lucien Petipa. Cette musique reçoit un accueil mitigé, entre huées du public et enthousiasme de confrères tels que Claude Debussy, Gabriel Fauré ou Emmanuel Chabrier. L’œuvre s’est maintenue au répertoire sous forme de suites d’orchestre. À propos de Namouna, Claude Debussy écrivit : « Parmi trop de stupides ballets, il y eut une manière de chef-d'œuvre : la Namouna d'Édouard Lalo. On ne sait quelle sourde férocité l'a enterrée si profondément que personne n'en parle plus… C'est triste pour la musique. »
Il meurt à son domicile au 86 avenue Niel à Paris 17e, le 22 avril 1892, à l'âge de 69 ans, et repose au cimetière du Père-Lachaise (67e division) dans la même ville.

## Son apport
Lalo, apprécié notamment pour la richesse de son orchestration, a contribué, à la fois comme interprète et comme compositeur, au renouveau de la musique de chambre en France. Il est d'ailleurs lauréat en 1878 du prix Chartier de l'Institut, qui vise à récompenser l'excellence d'une production musicale dans ce genre. Si son Quatuor à cordes révèle une certaine influence de Beethoven, il est aussi empreint d'une vigueur rythmique novatrice et toute personnelle. Quant à son Trio en la mineur avec piano op. 26, Florent Schmitt le qualifie d'« œuvre splendide et originale, qui (avec le Quatuor no 1 de Fauré, à peu près contemporain) marque l'entrée officielle de la musique moderne française dans le plus pur et le plus noble de ses domaines. »
Contemporaine de Carmen de Bizet, sa Symphonie espagnole pour violon et orchestre est une des premières œuvres orchestrales françaises à faire appel au folklore espagnol et à ses rythmes de danses. Cet intérêt pour les folklores se retrouve dans la Fantaisie norvégienne (1878), dans la Rhapsodie norvégienne (1879), dans le Concerto russe (1879), mais aussi dans la « légende bretonne » du Roi d’Ys, dont Lalo renonce volontairement à faire un « drame lyrique » wagnérien. Privilégiant les formes brèves, il y fait preuve d’une grande invention mélodique et rythmique, soutenue par une riche écriture harmonique.

## Œuvre
Édouard Lalo laisse environ 70 œuvres.

### Orchestre
- Aubade, pour dix instruments (1872)
- Divertissement, de l'opéra Fiesque (1872)
- Concerto en fa majeur pour violon et orchestre (1873)
- Symphonie espagnole pour violon et orchestre (1874)
- Concerto en ré mineur pour violoncelle et orchestre (1877)
- Rapsodie norvégienne (1879)
- Concerto russe  (1879)
- Symphonie en sol mineur (1886)
- Concerto pour piano (1889)
- Scènes de Savonarole, opéra inédit
- Néron, grande pantomime romaine pour l'hippodrome au pont de l'Alma

### Musique de chambre
- Sonate pour violon (1853)
- Sonate pour violoncelle (1856)
- Trois trios avec piano
- Quatuor à cordes

### Vocale
Trente mélodies dont :
- Six romances populaires, La Pauvre Femme, Beaucoup d'amour, Le Suicide, Si j'étais petit oiseau, Les Petits Coups, Le Vieux Vagabond, sur des paroles de Pierre-Jean de Béranger (1849).
- Six mélodies, Puisqu'ici-bas toute âme, L'Aube naît, Dieu qui sourit et qui donne, Oh ! quand je dors, Amis, vive l'orgie : chanson à boire, Ballade à la lune, sur des poèmes de Victor Hugo (1855).
- Trois mélodies, À une fleur, Chanson de Barberine, La Zuecca, sur des poésies d'Alfred de Musset (1870).
- Cinq lieder, Prière de l'enfant à son réveil et Viens !, sur des poèmes de Lamartine, À celle qui part et Tristesse sur des poèmes d'Armand Silvestre, La Chanson de l'alouette sur un poème de Victor de Laprade (1879).

### Opéras
- Fiesque (1866), créé en version de concert en juillet 2006 au festival de Montpellier (travaux de Hugh Macdonald et Hervé Lussiez ; interprétation de Roberto Alagna). Première exécution scénique en 2007 à Mannheim.
- Le Roi d'Ys (1888), ouvrage lyrique en trois actes dont l'ouverture fut entendue dans les concerts populaires et au conservatoire de Paris en 1877. Paroles de M. Blau. Le roi d'Ys fut produit, après plus de dix années, le 6 mai 1888 à l'opéra-comique. Peu après, la partition obtint le prix Monbinne à l'Académie des beaux-arts.
- La Jacquerie (1891–1892), ouvrage lyrique en 4 actes (l'acte I achevé par Lalo, le reste est complété après sa mort par Arthur Coquard), la première eut lieu à Monte-Carlo le 9 mars 1895.

### Ballet
- Namouna (6 mars 1882). Joué à l'Opéra sur un livret de MM. Nuitter et Petipa. Ce ballet, annoncé comme une œuvre de la « jeune école », reçut un assez mauvais accueil d'une partie de la presse et des habitués de l'opéra.

## Discographie

### Musique de chambre
- Le Quatuor à cordes op. 45 - Quatuor Daniel (avec les Quatuors à cordes de Charles Gounod et Ambroise Thomas ), Discover, 1991.
- Lalo, Complete piano trios, Trio Parnassus, MDG, 2003.
- Lalo, Piano trios, Leonore piano trio, Hyperion, 2016[14].

### Musique concertante
- Concerto pour Piano et orchestre. Marylène Dosse (piano), Orchestre philharmonique de Stuttgart , dirigé par Matthias Kuntzsch (avec les Concertos pour Piano de Boieldieu, Chaminade, Françaix, Massenet et Pierné) (1978, Vox).
- Concerto Russe pour violon et orchestre op. 29, Concerto en fa pour Violon et orchestre op. 20. Jean-Pierre Wallez (violon), Orchestre philharmonique de Radio France, dir. Kazuhiro Koizumi (1975, PG).
- Symphonie espagnole. Itzhak Perlman (violon), London Symphony Orchestra, dir. André Previn (avec le Concerto pour violon de Sibélius. Boston Symphony Orchestra, dir. Erich Leinsdorf. Avec Tzigane de Ravel) (RCA).
- Symphonie espagnole. Pierre Amoyal (violon), Orchestre philharmonique de Monte-Carlo, dir. Paul Paray (avec le Concerto pour violoncelle de Lalo, Frédéric Lodéon et le Philharmonia Orchestra, dirigé par Charles Dutoit (1973–1981, Erato).
- Symphonie espagnole. Christian Ferras (violon), Orchestre national de l'Opéra de Monte Carlo, dir. René Klopfenstein (1967-1969, Guilde du Disque).
- Symphonie espagnole. Ruggiero Ricci (violon), Orchestre de la Suisse romande, dir. Ernest Ansermet (avec les Œuvres pour orchestre : Namouna, Andantino, Scherzo, Rapsodie Norvégienne de Lalo, et Œuvres pour orchestre de Chabrier (1959–1968, Decca).
- Concerto pour violoncelle en ré mineur :
  - David Cohen (violoncelle), Orchestre philharmonique royal de Liège, dir. et Jean-Pierre Haeck (2002, Cyprès)
  - André Navarra, Orchestre des Concerts Lamoureux, dir. Charles Munch (1965, Erato).
  - Frédéric Lodéon, Philharmonia Orchestra, dir. Charles Dutoit, (1981, Erato).
  - Pierre Fournier, Orchestre Lamoureux, dir. Jean Martinon, avec : Namouna, suites d'orchestre nos 1 & 2, et Rapsodie Norvégienne (1971/72, DG 437 371-2) (OCLC 221894665)

### Musique symphonique
- Symphonie en sol mineur. Orchestre national de l'ORTF, dir. Thomas Beecham (1959, EMI) avec la Symphonie de César Franck.
- Symphonie en sol mineur. Orchestre philharmonique royal de Liège, dir. Jean-Pierre Haeck (2002, Cyprès).
- Namouna, suites de ballet nos 1 & 2. Orchestre philharmonique de Londres, dir. Jean Martinon (1955, Decca).
- Namouna, suites d'orchestre nos 1 & 2, Rapsodie Norvégienne. Orchestre national de l'ORTF et l'Orchestre Lamoureux, dir. Jean Martinon (1971/72, Deutsche Grammophon).

### Musique lyrique
- 25 Mélodies, dont : Guitare, Prière de l'enfant à son réveil, À celle qui part…, Teresa Żylis-Gara (soprano) ; Christian Ivaldi (piano) (1987, Rodolphe).
- Fiesque, opéra en 3 actes de 1866-1868. Roberto Alagna, Béatrice Uria-Monzon, solistes et Orchestre national de Montpellier, dir. Alain Altinoglu (2006, Deutsche Grammophon).
- Le Roi d'Ys, opéra en trois actes de 1888. Janine Micheau, Rita Gorr, Henri Legay, solistes et Orchestre de la RTF, dir. André Cluytens (1957, EMI) avec un récital Rita Gorr : Berlioz, Gluck, Massenet et Saint-Saëns.
- La Jacquerie, opéra en 4 actes complété par Arthur Coquard, 1895. Véronique Gens, Nora Gubisch, Charles Castronovo, Boris Pinkhasovich, Jean-Sébastien Bou, Patrick Bolleire, Enguerrand de Hys, Orchestre philharmonique de Radio-France, direction Patrick Davin. 2 CD, collection « Opéra français », Palazzetto Bru Zane (2016, Ediciones Singulares ES 1023)[15].